# 戈德曼彻斯特
戈德曼彻斯特是英國劍橋郡的一個城鎮和民政教區，該城在羅馬帝國時期就已經出現。2011年，這裡有人口6,701人。